# Tunele agresji

Cztery tunele wykryte do tej pory

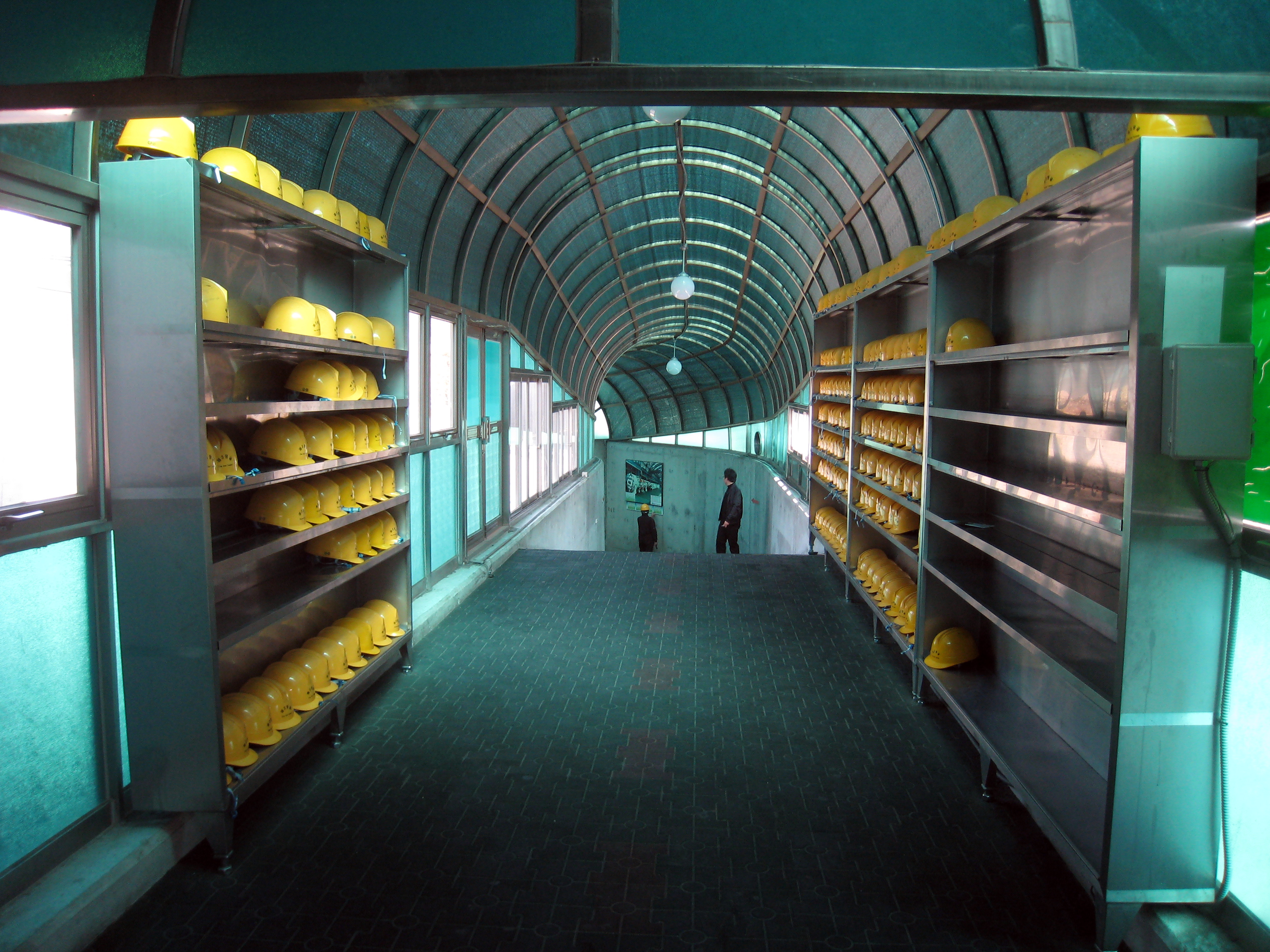
Wejście do trzeciego odkrytego tunelu udostępnione dla zwiedzających

Tunele agresji – tunele w kierunku Korei Południowej wykopane na zlecenie władz Korei Północnej pod koreańską strefą zdemilitaryzowaną.
Pierwszy z tuneli znaleziono w 1974 roku (pierwszy tunel agresji), a kolejne w latach 1975, 1978 (trzeci tunel agresji) i 1990. Rząd Korei Północnej twierdzi, że tunele są kopalniami węgla, jednakże nie stwierdzono jego obecności w skałach je otaczających.